# Saint-Germain-le-Châtelet
Ne doit pas être confondu avec Châtel-Saint-Germain.
Pour les articles homonymes, voir Saint-Germain et Châtelet.
Saint-Germain-le-Châtelet est une commune française située dans le département du Territoire de Belfort, la région culturelle et historique de Franche-Comté et la région administrative Bourgogne-Franche-Comté. 
Elle fait partie du canton de Giromagny. Ses habitants sont appelés les Sangerminois.

## Géographie
Le village est situé à 12 km à l'est de Belfort, à proximité de la RN 83 en direction de Colmar et s'étale au pied d'une colline boisée (le Bois du Châtelet) au pied des Vosges du Sud, à une altitude moyenne de 400 m. Le territoire de la commune a une superficie de 536 ha.

### Climat
Pour des articles plus généraux, voir Climat de la Bourgogne-Franche-Comté et Climat du Territoire de Belfort.
En 2010, le climat de la commune est de type climat des marges montargnardes, selon une étude du Centre national de la recherche scientifique s'appuyant sur une série de données couvrant la période 1971-2000. En 2020, Météo-France publie une typologie des climats de la France métropolitaine dans laquelle la commune est exposée à un climat semi-continental et est dans la région climatique  Vosges, caractérisée par une pluviométrie très élevée (1 500 à 2 000 mm/an) en toutes saisons et un hiver rude (moins de 1 °C). 
Pour la période 1971-2000, la température annuelle moyenne est de 9,7 °C, avec une amplitude thermique annuelle de 17,3 °C. Le cumul annuel moyen de précipitations est de 1 112 mm, avec 11,2 jours de précipitations en janvier et 10,5 jours en juillet. Pour la période 1991-2020, la température moyenne annuelle observée sur la station météorologique de Météo-France la plus proche, « Felon_sapc », sur la commune de Felon à 2 km à vol d'oiseau, est de 10,3 °C et le cumul annuel moyen de précipitations est de 1 056,1 mm. 
La température maximale relevée sur cette station est de 38 °C, atteinte le 7 août 2015 ; la température minimale est de −19,3 °C, atteinte le 20 décembre 2009,,. 
Les paramètres climatiques de la commune ont été estimés pour le milieu du siècle (2041-2070) selon différents scénarios d'émission de gaz à effet de serre à partir des nouvelles projections climatiques de référence DRIAS-2020. Ils sont consultables sur un site dédié publié par Météo-France en novembre 2022.

## Urbanisme

### Typologie
Au 1er janvier 2024, Saint-Germain-le-Châtelet est catégorisée commune rurale à habitat dispersé, selon la nouvelle grille communale de densité à sept niveaux définie par l'Insee en 2022.
Elle est située hors unité urbaine. Par ailleurs la commune fait partie de l'aire d'attraction de Belfort, dont elle est une commune de la couronne,. Cette aire, qui regroupe 91 communes, est catégorisée dans les aires de 50 000 à moins de 200 000 habitants,.

### Occupation des sols
L'occupation des sols de la commune, telle qu'elle ressort de la base de données européenne d’occupation biophysique des sols Corine Land Cover (CLC), est marquée par l'importance des territoires agricoles (54,5 % en 2018), en diminution par rapport à 1990 (61 %). La répartition détaillée en 2018 est la suivante : prairies (47,2 %), forêts (29,7 %), zones urbanisées (15,8 %), zones agricoles hétérogènes (7,3 %). L'évolution de l'occupation des sols de la commune et de ses infrastructures peut être observée sur les différentes représentations cartographiques du territoire : la carte de Cassini (XVIIIe siècle), la carte d'état-major (1820-1866) et les cartes ou photos aériennes de l'IGN pour la période actuelle (1950 à aujourd'hui).

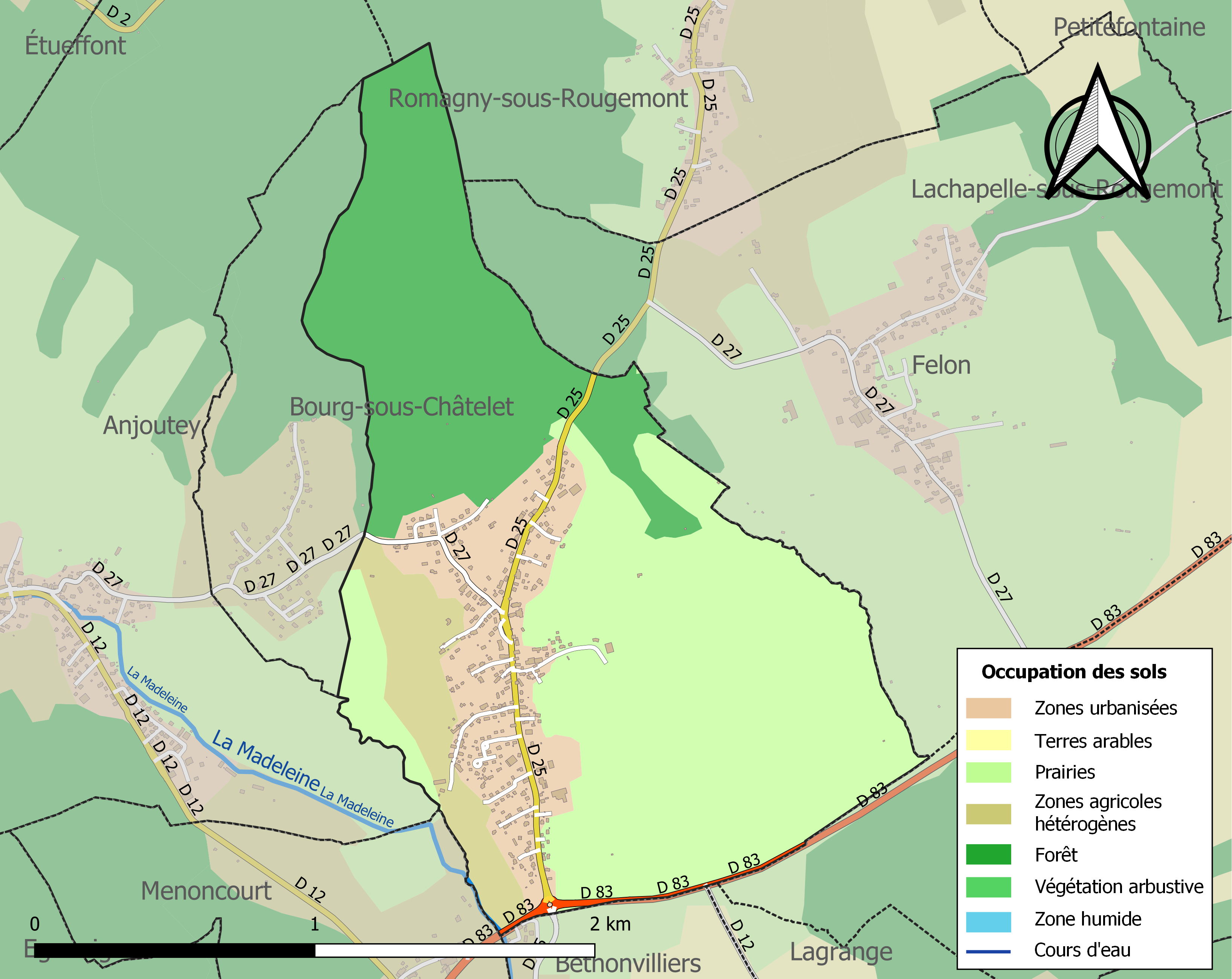
Carte des infrastructures et de l'occupation des sols de la commune en 2018 (CLC).

## Toponymie
Le nom du village est Capellam S. Germani in Castro au Xe siècle, S. German en 1579 et Saint-Germain-le-Châtelet depuis 1934.

## Histoire
Le nom du village est mentionné pour la première fois en 1388. Une église existait déjà en 1573 mais dépendait alors de la paroisse de Phaffans. Reconstruite vers 1734, elle a été consacrée à saint Germain d'Auxerre en 1749 par l'évêque de Bâle. En 1782, la paroisse a été rattachée au diocèse de Besançon. Elle comprend Bethonvilliers en totalité depuis 1630, Felon à partir de 1766 et le hameau des Errues (commune de Menoncourt) depuis 1767.

## Héraldique
|  | Les armes de la commune se blasonnent ainsi : D'azur à la fasce abaissée bastillée d'or, maçonnée de sable, surmontée d'une mitre d'or. |

## Politique et administration
| Période | Période  | Identité                   | Étiquette | Qualité                                                                           |
| ------- | -------- | -------------------------- | --------- | --------------------------------------------------------------------------------- |
| 1696    |          | Jean Bobay                 |           |                                                                                   |
| 1778    |          | Jean-Claude Bailly         |           |                                                                                   |
| 1784    |          | André Tavernier            |           |                                                                                   |
| 1789    |          | Jean-Pierre Crave          |           |                                                                                   |
| 1790    | 1793     | André Bobay                |           |                                                                                   |
| 1793    | 1795     | André Tavernier (le vieux) |           |                                                                                   |
| 1795    | 1799     | François Bailly            |           |                                                                                   |
| 1799    | 1813     | André Piellet              |           |                                                                                   |
| 1813    | 1815     | André Tavernier (officier) |           |                                                                                   |
| 1815    | 1818     | Germain Crave              |           |                                                                                   |
| 1818    | 1832     | François Frossard          |           |                                                                                   |
| 1832    | 1835     | Germain Bouillon           |           |                                                                                   |
| 1835    | 1836     | François Frossard          |           |                                                                                   |
| 1836    | 1841     | François Tavernier         |           |                                                                                   |
| 1841    | 1851     | François Frossard (fils)   |           |                                                                                   |
| 1851    | 1870     | François-Germain Crave     |           |                                                                                   |
| 1870    | 1888     | Thiébaut Bobay             |           |                                                                                   |
| 1889    | 1907     | Edouard Monnier            |           |                                                                                   |
| 1907    | 1920     | Pierre Bobay (dit "fils")  |           |                                                                                   |
| 1920    | 1926     | Edouard Delémont           |           |                                                                                   |
| 1926    | 1929     | Emile Goutte               |           |                                                                                   |
| 1929    | 1934     | Louis Groboillot           |           |                                                                                   |
| 1934    | 1935     | Emile Jolissaint           |           |                                                                                   |
| 1935    | 1937     | Louis Cordier              |           |                                                                                   |
| 1937    | 1938     | René Bailly                |           |                                                                                   |
| 1938    | 1939     | Henri Bailly               |           |                                                                                   |
| 1939    | 1941     | Jules Bailly               |           |                                                                                   |
| 1941    | 1944     | Henri Bailly               |           |                                                                                   |
| 1944    | 1944     | Alfred Parret              |           |                                                                                   |
| 1944    | 1977     | Henri Bailly               |           |                                                                                   |
| 1977    | 1983     | Paul Navech                |           |                                                                                   |
| 1983    | 1983     | Jacques Fleury             |           |                                                                                   |
| 1983    | 2005     | Jean-François Cailleau     |           |                                                                                   |
| 2005    | 2014     | Dominique Ory              |           |                                                                                   |
| 2014    | En cours | Jean-Luc Anderhueber       | SE        | Professeur président de la communauté de communes des Vosges du Sud (depuis 2017) |

## Population et société

### Démographie
L'évolution du nombre d'habitants est connue à travers les recensements de la population effectués dans la commune depuis 1793. Pour les communes de moins de 10 000 habitants, une enquête de recensement portant sur toute la population est réalisée tous les cinq ans, les populations de référence des années intermédiaires étant quant à elles estimées par interpolation ou extrapolation. Pour la commune, le premier recensement exhaustif entrant dans le cadre du nouveau dispositif a été réalisé en 2004.

En 2022, la commune comptait 664 habitants, en évolution de +2,95 % par rapport à 2016 (Territoire de Belfort : −2,78 %, France hors Mayotte : +2,11 %).
| 1793 | 1800 | 1806 | 1821 | 1831 | 1836 | 1841 | 1846 | 1851 |
| ---- | ---- | ---- | ---- | ---- | ---- | ---- | ---- | ---- |
| 232  | 254  | 263  | 325  | 301  | 292  | 322  | 334  | 311  |

| 1856 | 1861 | 1866 | 1872 | 1876 | 1881 | 1886 | 1891 | 1896 |
| ---- | ---- | ---- | ---- | ---- | ---- | ---- | ---- | ---- |
| 275  | 294  | 272  | 304  | 360  | 343  | 373  | 344  | 336  |

| 1901 | 1906 | 1911 | 1921 | 1926 | 1931 | 1936 | 1946 | 1954 |
| ---- | ---- | ---- | ---- | ---- | ---- | ---- | ---- | ---- |
| 303  | 280  | 298  | 259  | 244  | 251  | 227  | 260  | 286  |

| 1962 | 1968 | 1975 | 1982 | 1990 | 1999 | 2004 | 2006 | 2009 |
| ---- | ---- | ---- | ---- | ---- | ---- | ---- | ---- | ---- |
| 291  | 293  | 327  | 347  | 506  | 525  | 574  | 603  | 597  |

| 2014 | 2019 | 2022 | - | - | - | - | - | - |
| ---- | ---- | ---- | - | - | - | - | - | - |
| 638  | 643  | 664  | - | - | - | - | - | - |

## Économie
Son activité est maintenant essentiellement agricole et résidentielle complétée par quelques commerces. Un moulin puis un tissage mécanique (à partir de 1856) ont exploité l'énergie hydraulique du ruisseau de Bourg complété par un apport de la rivière la Madeleine. De 1913 à quelques années avant la Seconde Guerre mondiale, une branche du chemin de fer d'intérêt local reliant Belfort à Rougemont-le-Château, traversait le village.

## Lieux et monuments

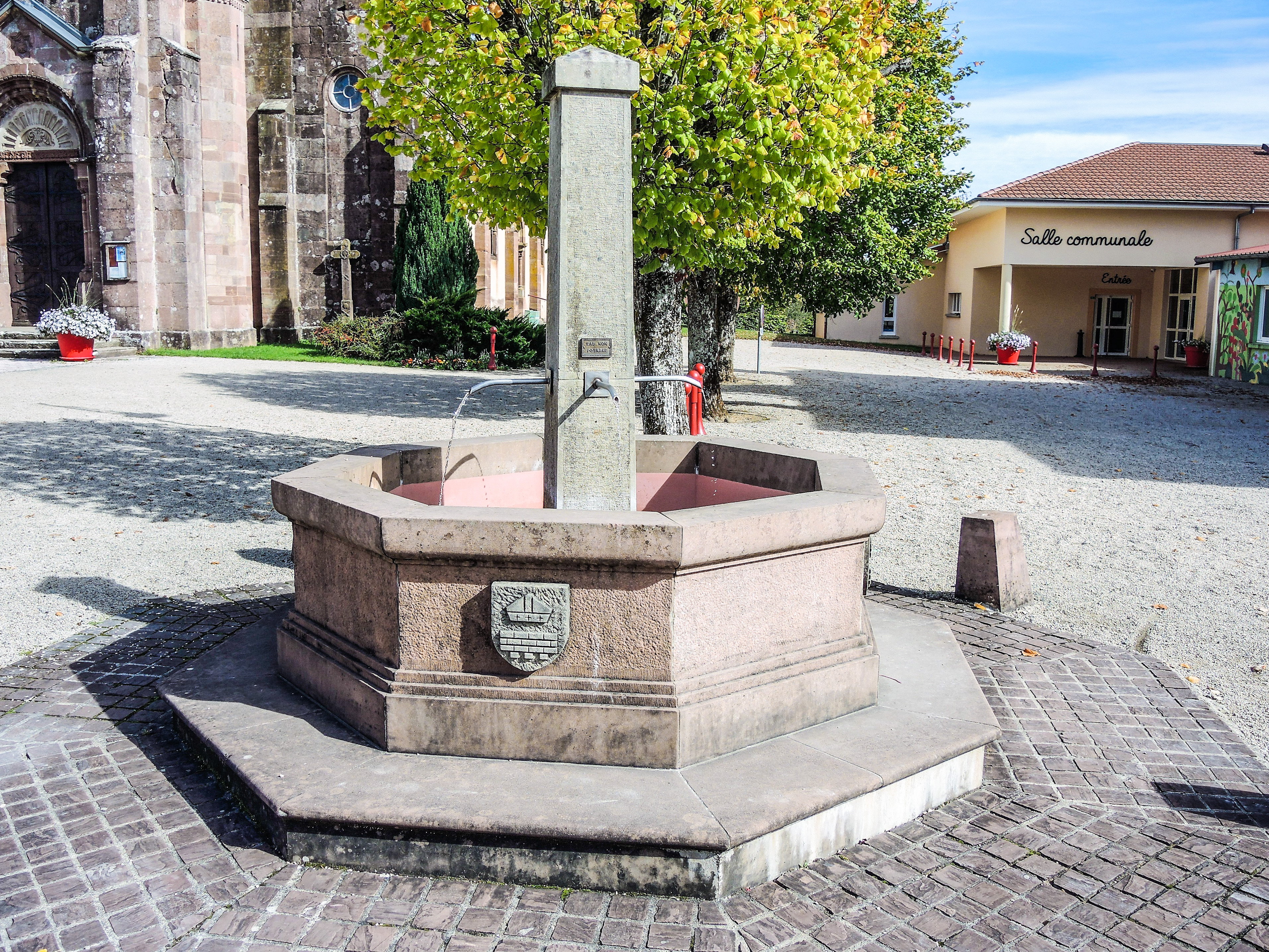
Fontaine, devant la mairie.

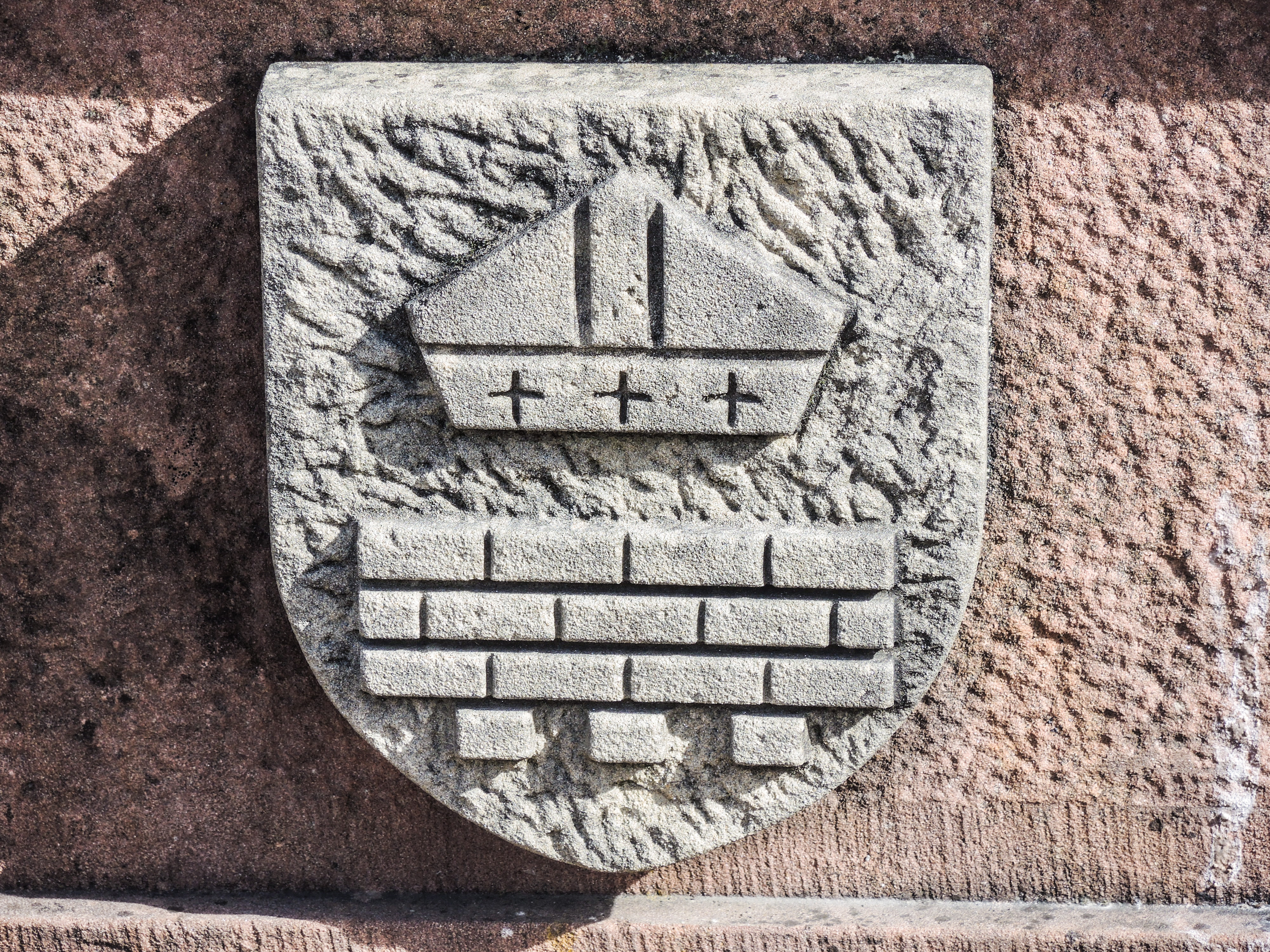
Écusson du village, sur la fontaine devant la mairie.

## Pour approfondir